# فرانز هوفر (لاعب كرة قدم)
فرانز هوفر (بالألمانية: Franz Hofer)‏ هو لاعب كرة قدم نمساوي وألماني، ولد في 4 سبتمبر 1918، وتوفي في 16 ديسمبر 1990. شارك مع منتخب ألمانيا لكرة القدم. أما مع النوادي، فقد لعب مع رابيد فيينا.

## وصلات خارجية
- فرانز هوفر على موقع قاعدة بيانات كرة القدم.إي يو (الإنجليزية)
- فرانز هوفر على موقع بيانات كرة القدم. دي إي (الألمانية)
- فرانز هوفر على موقع ناشيونال فوتبول تيمز (الإنجليزية)
- فرانز هوفر على موقع عالم كرة القدم.نت (الإنجليزية)